# Lo Malasiu Foran
Lo Malasiu Foran, o més genuïnament lo Montrufet, (en francès Le Malzieu-Forain) és un municipi francès situat al departament del Losera i a la regió d'Occitània.

## Història
Lo Malasiu Foran és un municipi que es va formar a partir de tota la part forana de l'antic municipi de lo Malasiu, amb la capital al poble de lo Montrufet. La resta de pobles que formen part del municipi són:
- la Chaseta
- lo Solèr
- Vilachalhas
- la Gardèla
- lo Vernet
- la Vialèta
- l'Estivalet
- Freissenet de l'Anglada
- Mialanas
- los Ducs
- lo Vilar
- Montchabrièr
- lo Nosièr
- Coforns Bas
- Coforns Mejòus
- Coforns Nauts